# Коло друге
Коло друге (рос. Круг второй) — радянський фільм 1990 року, знятий режисером Олександром Сокуровим

## Сюжет
Герой фільму, у якого помер батько, проходить всі кола, які судилися людині в цю трагічну пору — мука провини, і безвихідь безпорадного співчуття. Він приїжджає в зимове арктичне місто один, його обкрадають, і він повинен якось і на щось влаштовувати похорони. Епічна простота і хронікальні подробиці виявляють відсутність зв'язків в нашому житті, механічну інерцію загальнолюдських ритуалів, що розпалися і мали колись глибокий сенс.

## У ролях
- Петро Олександров
- Надежда Роднона
- Тамара Тимофєєва
- Роман Молокеєв
- Микола Бутенін
- Олександр Бистряков
- Сергій Виборнов
- О. Ігнатов
- Олександр Попов
- Ф. Потапов
- Д. Самохін
- Н. Сідаш
- Андрій Тенетко
- М. Шапін
- Ігор Янков
- Сергій Крилов

## Знімальна група
- Сценарій : Юрій Арабов
- Режисер : Олександр Сокуров
- Оператор : Олександр Буров
- Композитор : Отмара Нусіо
- Художник : Володимир Соловйов